# Tiro ao Álvaro
Tiro ao Álvaro (Tiro al bersaglio) è una canzone composta da Adoniran Barbosa ed Osvaldo Moles nel 1960, censurata dalla dittatura militare poiché conteneva testi umoristici con parole volutamente errate.

## La storia

### Origine
Il titolo della canzone fa riferimento allo sport del tiro al bersaglio, che in Brasile viene chiamato tiro ao alvo. Durante la dittatura militare, un oppositore del regime veniva chiamato "alvo" (bersaglio). Barbosa, con la speranza di non essere censurato, cambiò il termine con il nome proprio Álvaro, che ha un'assonanza perfetta con "alvo".
La canzone fu ugualmente censurata come "testo di cattivo gusto", perché storpiava alcune parole con l'accento proprio dei paulisti: "flechada" (frecciata) con "frechada", "tábua" (tavola) con "táubua", "automóvel" (automobile) con "automorver" e "revólver" con "revorver".
C'è stato un tentativo di pubblicarla nel 1973, ma il successo è arrivato solo nel 1980 nella versione di Elis Regina.

### Altre interpretazioni
- 1990 — Demônios da Garoa
- 2007 — Diogo Nogueira
- 2010 — Zélia Duncan
- 2016 — Péricles (per la colonna sonora della telenovela Haja Coração)

## La canzone

### Testo e traduzione
(Tiro ao Álvaro, testo di Adoniran Barbosa)